# The Sunray in Your Eyes
The Sunray in Your Eyes is een nummer van het Duitse muziekduo The Hobnail Boots uit 1993. Het is de eerste single van hun debuutalbum Acceptable for Both.
"The Sunray in Your Eyes" flopte in Duitsland, het thuisland van The Hobnail Boots. In Nederland werd de ballad in 1993 regelmatig op de radio gedraaid, maar een notering in de Nederlandse Top 40 bleef echter uit. Het nummer bereikte wel de 3e positie in de Tipparade.